# Phthonandria epistygna
Phthonandria epistygna là một loài bướm đêm trong họ Geometridae.